# 哈米斯·卡扎菲
哈米斯·卡扎菲（阿拉伯語：خميس القذافي，1983年5月27日—2011年8月29日）是利比亚前领导人穆阿迈尔·卡扎菲的第七子和最小的儿子，统帅着其父最信任的特种部队哈米斯旅。
8月下旬，“过渡委”表示哈米斯在泰尔胡奈战斗中死亡并已被埋在拜尼沃利德。2011年10月17日，亲卡扎菲的叙利亚“Arrai”电视台证实，哈米斯和情报长官穆罕默德·阿卜杜拉（Mohammed Abdullah al-Senousi）于8月29日在距离首都的黎波里东南90公里的泰尔胡奈，与“过渡委”武装的战斗中死亡。

## 简介
1986年4月15日，在巴伯阿季札军营，3岁的哈米斯在美国对利比亚的轰炸中被炸弹碎片击中头部。此次受伤使他的心里种下了对“帝国主义”的仇恨，长大后长年的军事训练的磨砺更使他的性格和手段变得越来越强硬，成为利反对派口中“嗜血的哈米斯”。
早年从利比亚的黎波里军事学院毕业获得学士学位后，他便被送往俄罗斯，先后在伏龙芝军事学院以及俄最高军事学府——俄罗斯总参谋部军事学院留学，最终成为军事学博士。
2010年4月，哈米斯到西班牙马德里的IE商业学院读国际工商管理学。2011年3月，被IE学院开除，理由是“参与攻击利比亚民众”，这次留学只持续了不到一年时间。

## 示威与内战期间
2011年2月，利比亚示威发生后，他于2月下旬到3月上旬在的黎波里领导军队从事武力镇压示威活动。
2011年利比亚内战开始后，他领导精锐的哈米斯旅，在米苏拉塔、兹利坦等地指挥政府军与反对派武装作战，兹利坦是国民解放军进攻的黎波里的一个重要障碍，捍卫着卡扎菲家族的“最后的防线”。作为卡扎菲的安全基石，美国战场指挥人员承认联军在空袭中非常注意“哈米斯”旅的动向，是联军空袭行动的重要目标。

## 死亡报道
8月5日，反对派部队的发言人扎瓦维表示，北约飞机前一天晚上在兹利坦进行的彻夜空袭中，炸死了卡扎菲的儿子哈米斯·卡扎菲和其他31名政府军。他说：“北约飞机轰炸了卡扎菲部队在兹利坦的一个指挥所，杀死了32人。其中就包括哈米斯。”利比亚政府随后否认哈米斯被炸死的传闻。
8月9日，利比亚政府播放录像证明哈米斯仍然在世。
经证实，他已于2011年8月29日在泰尔胡奈战死。